# Суат
Суат (також Су-ат,Східний Суат; крим. Суат, Suat) — річка в Криму, права і найбільша притока р. Бурульча.

## Опис
Довжина річки 16 км, найкоротша відстань між витоком і гирлом — 11,64 км, коефіцієнт звивистості річки — 1,38 . Річка формується 4 безіменними струмками.

## Розташування
Витік розташований між Карабі-яйлою і яйлою Орта-Сирт на північно-західних схилах масиву Тирке. Джерело Суата вивергається з великої металевою цистерни, порослої мохом. Русло річки витягнуто в меридіональному напрямку. Недалеко від села Міжгір'я Східний Суат впадає в річку Бурульча. У верхів'ях річки розташоване урочище Суат, нижче долину облямовують гірські ліси. По долині річки прокладені туристичні стежки. У долині річки розташований і однойменний пам'ятник партизанам нацистсько-радянської війни у вигляді призми із зіркою і джерелоом. Живлення снігове, дощове і підземне. Режим Суата характеризується річної меженню і зимово-весняним підйомом рівня води. Влітку і восени пониззя річки пересихає і вода може не досягати гирла. Після рясних дощів можливі сильні паводки.